# Эрмосильо (муниципалитет)
Эрмосильо (исп. Hermosillo) — муниципалитет в Мексике, штат Сонора, с административным центром в одноимённом городе. Численность населения, по данным переписи 2020 года, составила 936 263 человека.

## Общие сведения
Название Hermosillo было дано в честь мексиканского военного, борца за независимость Мексики — Хосе Мария Гонсалеса де Эрмосильо.
Площадь муниципалитета равна 15 724,3 км², что составляет 8,8 % от площади штата, а наиболее высоко расположенное поселение Лас-Дураснильяс, находится на высоте 569 метров.
Он граничит с другими муниципалитетами Соноры: на северо с Питикито, Карбо и Сан-Мигель-де-Оркаситасом, на востоке с Уресом, Масатаном и Ла-Колорадой, на юге с Гуаймасом, а на западе и юго-западе берега и острова муниципалитета омываются водами Калифорнийского залива.

## Учреждение и состав
Муниципалитет был образован в 1825 году, по данным 2020 года в его состав входит 1022 населённых пунктов, самые крупные из которых:
| Код INEGI                  | Населённый пункт                                                                            | Численность населения (2005 год) | Численность населения (2010 год) | Численность населения (2020 год) |
| -------------------------- | ------------------------------------------------------------------------------------------- | -------------------------------- | -------------------------------- | -------------------------------- |
| 030                        | Всего                                                                                       | 701838                           | 784342                           | 936263                           |
| 0001                       | Эрмосильо (исп. Hermosillo) 29°04′30″ с. ш. 110°57′30″ з. д. (административный центр)       | 641791                           | 715061                           | 855563                           |
| 0343                       | Мигель-Алеман-12 (исп. Miguel Alemán (La Doce)) 28°50′24″ с. ш. 111°28′49″ з. д.            | 25738                            | 30869                            | 39474                            |
| 0137                       | Баия-де-Кино (исп. Bahía de Kino) 28°49′32″ с. ш. 111°56′23″ з. д.                          | 4990                             | 6050                             | 6454                             |
| 0535                       | Сан-Педро-эль-Саусито (исп. San Pedro el Saucito) 29°10′50″ с. ш. 110°53′09″ з. д.          | 2556                             | 2938                             | 3366                             |
| 0630                       | Эль-Тасахаль (исп. El Tazajal) 29°08′37″ с. ш. 110°53′03″ з. д.                             | 1925                             | 2062                             | 2339                             |
| 0669                       | Ла-Виктория (исп. La Victoria) 29°07′23″ с. ш. 110°53′29″ з. д.                             | 1823                             | 1966                             | 2337                             |
| 4096                       | Сефересо-11 (тюрьма) (исп. CEFERESO #11 CPS Sonora) 28°58′10″ с. ш. 111°17′14″ з. д.        | —                                | —                                | 1767                             |
| 0756                       | Молино-де-Камоу (исп. Molino de Camou (San Isidro)) 29°11′59″ с. ш. 110°45′58″ з. д.        | 1212                             | 1116                             | 1277                             |
| 1008                       | Алехандро-Каррильо-Маркор (исп. Alejandro Carrillo Marcor) 28°54′49″ с. ш. 111°19′57″ з. д. | 458                              | 711                              | 1244                             |
| 0681                       | Самора (исп. Zamora) 29°15′34″ с. ш. 110°53′11″ з. д.                                       | 1072                             | 1049                             | 1107                             |
| —                          | Прочие                                                                                      | 20273                            | 22520                            | 21435                            |
| Названия на карте Генштаба |                                                                                             |                                  |                                  |                                  |

## Экономическая деятельность
По статистическим данным 2000 года, работоспособное население занято по секторам экономики в следующих пропорциях:
- сельское хозяйство, скотоводство и рыбная ловля — 7,9 %;
- промышленность и строительство — 27,6 %;
- торговля, сферы услуг и туризма — 60,5 %;
- безработные — 4 %.

## Инфраструктура
По статистическим данным 2020 года, инфраструктура развита следующим образом:
- электрификация: 99,3 %;
- водоснабжение: 95,3 %;
- водоотведение: 98,6 %.